# Listă de deșerturi ale Asiei
Această pagină este o listă a deșerturilor continentului Asia. 

## Deșerturile Asiei aranjate alfabetic

### Deșertul Dzungaria
Deșertul Dzungaria se găsește în extremitatea vestică a Deșertului Gobi.

### Deșertul Rub al-Khali
Deșertul Rub Al-Khali se găsește în partea sudică și sud-vestică a Peninsulei Arabia. 

### Deșertul Siriei
Deșertul Siriei se găsește în nordul Peninsulei Arabia. 

### Deșertul Tibet
Deșertul Tibet este un deșert de mare altitudine, care se găsește în nordul și nord-vestul Munților Himalaya.

## Deșerturile Asiei după țară

### Mongolia
- Khongoryn Els (nisipurile cântătoare)[1]